# Estoril Open 2023 - Qualificazioni singolare
Le qualificazioni del singolare maschile dell'Estoril Open 2023 sono state un torneo di tennis preliminare per accedere alla fase finale della manifestazione. I vincitori dell'ultimo turno sono entrati di diritto nel tabellone principale. In caso di ritiro di uno o più giocatori aventi diritto a questi sono subentrati i lucky loser, ossia i giocatori che hanno perso nell'ultimo turno ma che avevano una classifica più alta rispetto agli altri partecipanti che avevano comunque perso nel turno finale.

## Teste di serie
1. Fábián Marozsán (ultimo turno)
2. Sebastian Ofner (qualificato)
3. Ryan Peniston (primo turno)
4. Jozef Kovalík (primo turno)

1. Timofej Skatov (ultimo turno)
2. Oleksii Krutykh (primo turno)
3. Dalibor Svrčina (primo turno)
4. Damir Džumhur (primo turno)

## Qualificati
1. Alessandro Giannessi
2. Sebastian Ofner

1. Henrique Rocha
2. Pedro Sousa

## Tabellone

### Sezione 1
|  | Primo turno | Primo turno          | Primo turno     | Primo turno | Primo turno |  |  | Ultimo turno | Ultimo turno         | Ultimo turno | Ultimo turno | Ultimo turno |  |
|  |             |                      |                 |             |             |  |  |              |                      |              |              |              |  |
|  | 1           | Fábián Marozsán      | Fábián Marozsán | 6           | 6           |  |  |              |                      |              |              |              |  |
|  |             | Manuel Guinard       | Manuel Guinard  | 3           | 0           |  |  | 1            | Fábián Marozsán      | 6            | 65           | 4            |  |
|  |             | Alessandro Giannessi | 1               | 7           | 6           |  |  |              | Alessandro Giannessi | 4            | 7            | 6            |  |
|  | 6           | Oleksii Krutykh      | 6               | 5           | 1           |  |  |              |                      |              |              |              |  |

### Sezione 2
|  | Primo turno | Primo turno              | Primo turno     | Primo turno | Primo turno |  |  | Ultimo turno | Ultimo turno             | Ultimo turno | Ultimo turno | Ultimo turno |  |
|  |             |                          |                 |             |             |  |  |              |                          |              |              |              |  |
|  | 2           | Sebastian Ofner          | Sebastian Ofner | 6           | 6           |  |  |              |                          |              |              |              |  |
|  |             | Robin Haase              | Robin Haase     | 3           | 4           |  |  | 2            | Sebastian Ofner          | 6            | 7            | 6            |  |
|  |             | Frederico Ferreira Silva | 6               | 5           | 6           |  |  |              | Frederico Ferreira Silva | 7            | 65           | 3            |  |
|  | 8           | Damir Džumhur            | 1               | 7           | 3           |  |  |              |                          |              |              |              |  |

### Sezione 3
|  | Primo turno | Primo turno     | Primo turno     | Primo turno | Primo turno |  |  | Ultimo turno | Ultimo turno   | Ultimo turno   | Ultimo turno | Ultimo turno |  |
|  |             |                 |                 |             |             |  |  |              |                |                |              |              |  |
|  | 3           | Ryan Peniston   | Ryan Peniston   | 4           | 1           |  |  |              |                |                |              |              |  |
|  | WC          | Henrique Rocha  | Henrique Rocha  | 6           | 6           |  |  | WC           | Henrique Rocha | Henrique Rocha | 6            | 6            |  |
|  |             | Máté Valkusz    | Máté Valkusz    | 6           | 6           |  |  |              | Máté Valkusz   | Máté Valkusz   | 4            | 2            |  |
|  | 7           | Dalibor Svrčina | Dalibor Svrčina | 0           | 2           |  |  |              |                |                |              |              |  |

### Sezione 4
|  | Primo turno | Primo turno    | Primo turno | Primo turno | Primo turno |  |  | Ultimo turno | Ultimo turno   | Ultimo turno   | Ultimo turno | Ultimo turno |  |
|  |             |                |             |             |             |  |  |              |                |                |              |              |  |
|  | 4           | Jozef Kovalík  | 6           | 5           | 3           |  |  |              |                |                |              |              |  |
|  | WC          | Pedro Sousa    | 4           | 7           | 6           |  |  | WC           | Pedro Sousa    | Pedro Sousa    | 6            | 6            |  |
|  |             | Adrian Andreev | 1           | 1           | r           |  |  | 5            | Timofej Skatov | Timofej Skatov | 4            | 4            |  |
|  | 5           | Timofej Skatov | 6           | 3           |             |  |  |              |                |                |              |              |  |